# Park Sang-in
Park Sang-in (kor. 박상인; * 15. November 1952 in Changnyeong) ist ein ehemaliger südkoreanischer Fußballspieler und derzeitiger Trainer.

## Karriere

### Spieler
Park kam zur Bundesliga-Saison 1981/82 zum MSV Duisburg. Er absolvierte zwei Spiele für die Zebras in der Bundesliga. Sein Debüt hatte er am 1. Spieltag gegen den Karlsruher SC, als er nach der Halbzeitpause für Guido Szesni eingewechselt wurde. Am 3. Spieltag erhielt er noch einen Kurzeinsatz gegen den 1. FC Kaiserslautern. Am Ende der Saison ging er zurück nach Südkorea, dort waren seine Stationen Goyang Zaicro FC und Ulsan Hyundai.

### Trainer
1993 war Park Sang-in Trainer der südkoreanischen U-20-Nationalmannschaft bei der Junioren-Weltmeisterschaft in Australien. Südkorea wurde in Gruppe C Dritter hinter England und den USA und konnte sich nicht für die K.o.-Phase qualifizieren. Seit 2006 ist Park Trainer bei Busan Transportation Corporation FC.